# テイケイ
テイケイ株式会社は、テイケイグループ（帝友会）の本体である警備会社。旧社名は帝国警備保障株式会社。
東京に1社（東京帝国警備保障株式会社）、静岡に2社(静岡帝国警備保障株式会社、浜松帝国警備保障株式会社)、広島県に1社(株式会社テイケイ西日本)と旧社名の帝国警備保障や現在の社名のテイケイに類似する警備会社が多数あるがいずれも関係性はない。

## 概要
1978年 (昭和53年) 7月創業。旧称、帝国警備保障株式会社。
施設警備から交通警備、雑踏警備、貴重品輸送警備、身辺警護などの1号警備から4号警備の他、小型船舶での海上警備業務やセキュリティ機器のレンタル、現場監督補助員の派遣、ビル管理業務での設備員の派遣、駐車監視員業務、列車見張員業務、など幅広く業務を行う。
1996年（平成8年）に関東帝国警備保障株式会社、中央帝国警備保障株式会社、テイケイトラフィック株式会社、テイケイプロテック株式会社の4社を吸収合併し現在の組織となる。2017年（平成19年）には通信工事会社の株式会社トスコム、エレベーターメンテナンス会社のセーフティエレベーター株式会社、日伸管財株式会社、上野トータルファシリティ株式会社をM&Aによってグループとする。
日本で唯一のラフティング競技部（ラフティングチーム・テイケイ）がある。他にも柔道部・空手道部・合気道部・銃剣道・居合道部・東京マラソンクラブ・気球クラブ・囲碁部・将棋部・英会話・ウォーキング部・山楽会（ワンダーフォーゲル）がある。
千葉県鴨川市に無農薬農園「健生園」を所有している。
国際基準のISO9001・14000認証及びPマーク取得済み。

## 支社一覧
| - 横浜支社 - 京浜支社 - 新宿中央支社 - 川崎支社 - 下北沢支社 - 戸塚支社 - みなとみらい支社 - 藤沢支社 - 川崎中央支社 - 厚木支社 - 町田支社 - 大和支社 - 平塚支社 - 八王子支社 - 吉祥寺支社 - 高円寺支社 - 立川支社 - 北千住支社 - 松戸支社 - 相模原支社 | - 池袋中央支社 - 練馬支社 - 渋谷支社 - 高田馬場支社 - 新宿支社 - 上野支社 - 越谷支社 - 所沢支社 - 南浦和支社 - 池袋支社 - 川越支社 - 新宿南支社 - 大宮支社 - 栃木支社 - 大阪支社 - なんば支社 | - 群馬支社 - 小山支社 - 熊谷支社 - 宇都宮支社 - 船橋支社 - 錦糸町支社 - 千葉支社 - 日暮里支社 - 浦安支社 - 土浦支社 - 柏支社 - 水戸支社 - 水戸南支社 - つくば支社 - 日立支社 - 浜松支社 - 豊橋支社 - 名古屋支社 - りんかい支社 - 九州支社 - 鎌ケ谷支社 - 太田営業所 - 成田営業所 - 久喜営業所 - いわき営業所 - 木更津営業所 - 南関東規制センター - 佐野規制センター |

## ラフティング競技部
浅野重人が監督をつとめる。

## 関連会社
【テイケイグループ】
- テイケイワークス株式会社 - 人材派遣・業務派遣
- テイケイワークス東京株式会社 - 人材派遣・業務派遣
- テイケイトレード株式会社 - 遺跡発掘調査・施工管理・人材派遣・庶務請負
- 株式会社日立エンジニアリング - 家電住宅設備メンテナンス・人材派遣・アウトソーシング
- 日伸セフティ株式会社 - 清掃・設備・警備・消防設備点検・人材派遣・改修工事・エレベーター・エスカレーター等の保守点検・修理工事及び法定検査
- 日本トスコム株式会社 - 電気通信工事
- 株式会社エスケイコンサルタント - 人材派遣（一般・経理専門）・人材紹介
- テイケイネクスト株式会社 - 人材派遣・業務請負
- テイケイワークス西日本株式会社 - 人材派遣・業務請負
- 株式会社帝国警備新社 - 警備業・業務請負
- ジョウサイ警備株式会社 - 警備業・業務請負
- 東京信用警備保障株式会社 - 警備業・業務請負

## ギャラリー

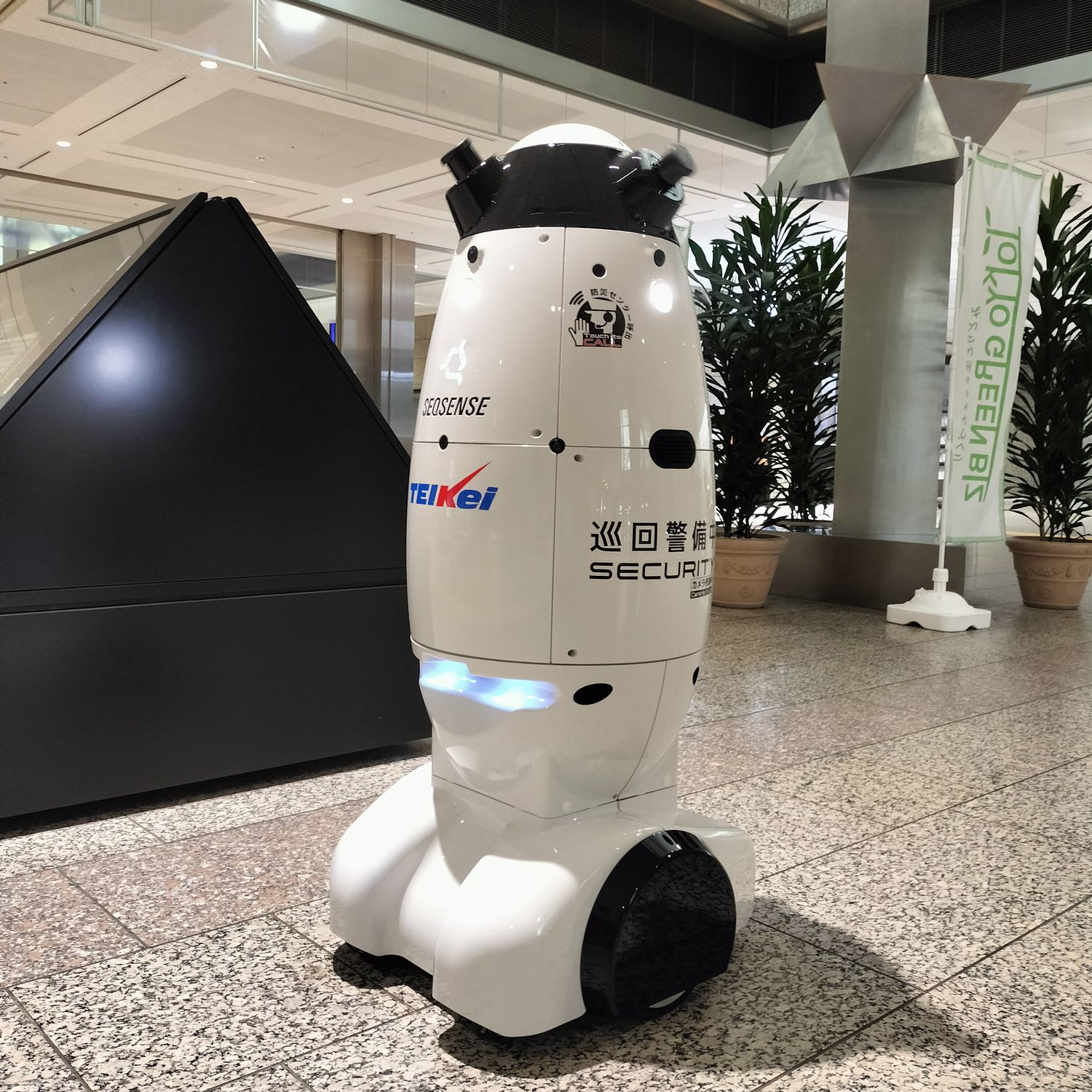
東京都庁の館内を巡回するテイケイの警備ロボット（2024年4月）